# By the Sea (film 2015)
By the Sea è un film del 2015 scritto e diretto da Angelina Jolie.

## Trama
Durante la metà degli Anni Settanta, l'ex ballerina Vanessa e il marito Roland, uno scrittore statunitense, da New York arrivano in una tranquilla cittadina di mare della Francia. La coppia prende una stanza in un albergo con vista sul mare, dalla quale Vanessa, in preda ad una depressione che riesce a tenere a bada con degli psicofarmaci, esce raramente. Ciò le dà modo di scorgere un buco nel muro che permette di vedere tutta la camera vicina alla loro. Roland trascorre invece gran parte della giornata al bar dell'albergo alla ricerca dell'ispirazione per un nuovo romanzo, stringendo amicizia con il barista Michel, vedovo da un anno.
Con l'arrivo nella camera a fianco alla loro di una giovane e felice coppia di sposi in luna di miele, Lea e François, Roland e Vanessa iniziano a guardare i due giovani nella loro intimità attraverso il buco nel muro, ritrovando la complicità e un contatto che sembrava perso del tutto, poiché prima Vanessa rifiutava categoricamente ogni contatto col marito sia fisico che verbale. Ben presto la situazione si tramuterà in un'ossessione per la donna, la quale, pur temendo che il marito possa tradirla con Lea, inizia a sentirsi sempre più attratta da François, nonostante abbia stretto una cordiale amicizia con Lea.
Per cercare di recuperare nuovamente il rapporto con la moglie, Roland propone a Vanessa di trascorrere una giornata da soli evadendo dall'albergo, portando la sera fuori a cena la consorte e, durante la serata, la loro crisi di coppia sembra essere superata, poiché la donna non rifiuta di ballare con il marito. Nonostante questo, l'attrazione per François da parte di Vanessa si fa sempre più intensa: la donna arriva infatti al punto di vestire l'uomo con gli stessi abiti indossati dal marito quando si erano innamorati, per poi iniziare a vedersi di nascosto con il vicino. Roland, già infuriato per l'accaduto, attraverso il buco, vede un probabile rapporto sessuale tra François e Vanessa che riesce a fermare.
L'uomo trascina quindi la donna nella loro camera con la quale affronta il problema che li ha tenuti separati per tutto questo tempo e la motivazione del comportamento di Vanessa con François: Vanessa è sterile e ha avuto due aborti spontanei. 
Questo le ha sviluppato un'accecante invidia verso Lea per la sua gravidanza e di conseguenza verso il suo felice matrimonio tanto da volerlo distruggere offrendosi fisicamente a François. Vanessa, messa di fronte a tale spiegazione, risponde affermativamente e crolla a terra disperata.
François e Lea lasciano l'albergo cercando di superare questo momento, mentre Roland, ritrovando l'ispirazione, riesce a scrivere un romanzo riguardo alla figura della moglie intitolandolo "By the sea" per poi tornare a New York con lei alla vita di un tempo.

## Produzione
Nel marzo 2014 è stato annunciato che Angelina Jolie e Brad Pitt avrebbero collaborato in un nuovo film scritto e diretto dalla stessa Jolie. Secondo L'Hollywood Reporter si sarebbe trattato di un film drammatico scritto dalla Jolie anni fa e incentrato su una coppia di coniugi in crisi che organizzano un viaggio in Europa per tentare di salvare il loro matrimonio, trama che è stata confermata. By the Sea è il secondo e ultimo film dopo Mr. & Mrs. Smith con protagonisti i Brangelina che da 10 anni non collaboravano sul grande schermo. Il primo ministro maltese Joseph Muscat ha confermato il progetto del film, in parte girato nell'isola di Gozo in localitá Mġarr ix-Xini. Jon Hutman è lo scenografo del film con cui la Jolie ha già lavorato per Unbroken, suo terzo film da regista. Le riprese sono iniziate a Malta il 19 agosto 2014 e si sono lì concluse il 10 novembre 2014.

## Distribuzione
Il primo trailer del film viene diffuso il 6 agosto 2015.
La pellicola è stata distribuita nelle sale cinematografiche statunitensi a partire dal 13 novembre 2015. In Italia è stato distribuito il 12 novembre 2015.

## Incassi
Il film è stato un insuccesso ed è stato ritirato nelle sale degli Stati Uniti dopo poche settimane, ricavando complessivamente 3,4 milioni di dollari, a fronte di un costo di produzione di circa 10 milioni.